# Фюссенский мир

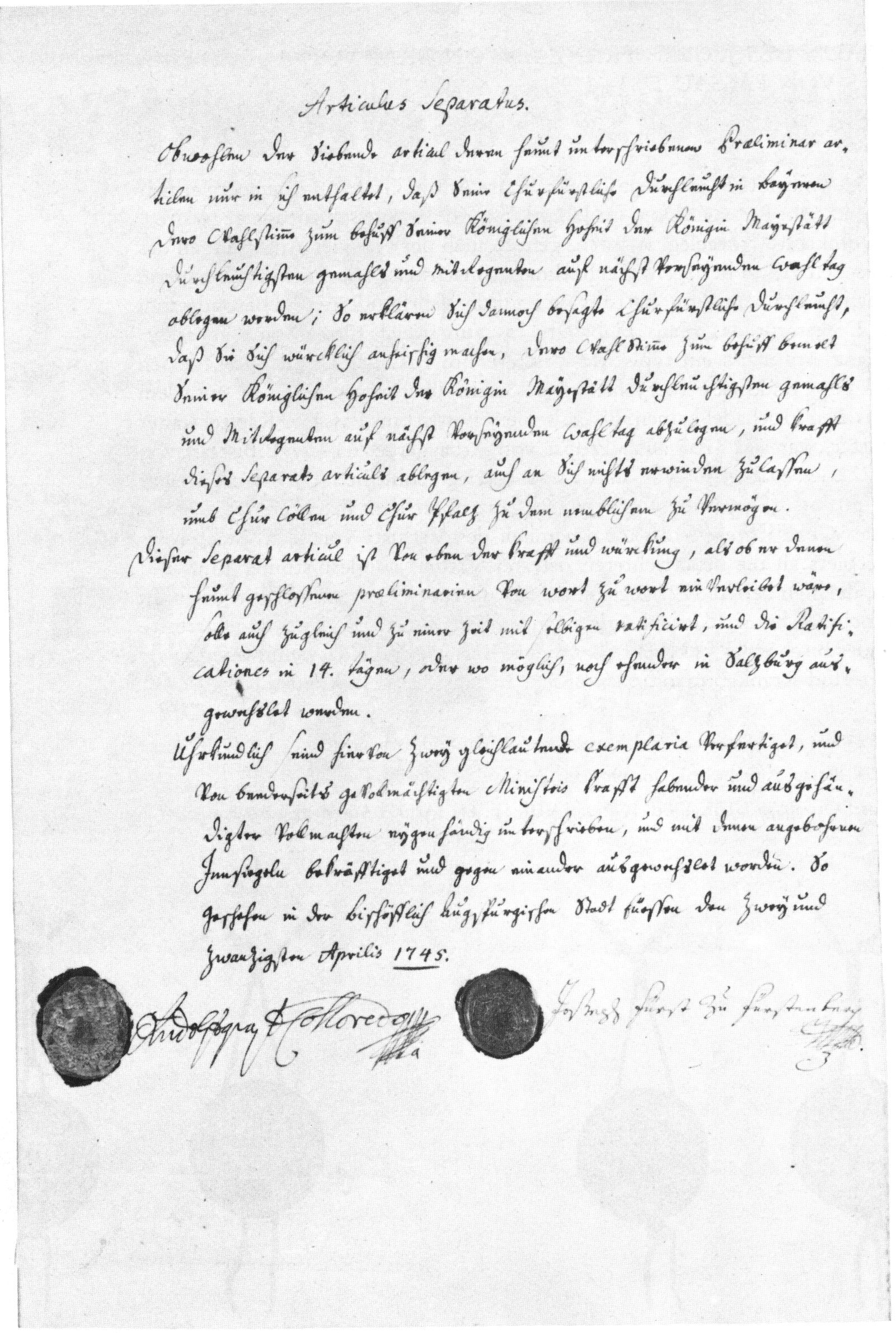
Отдельная статья документа, в которой курфюрст Максимилиан III обязуется отдать свой голос курфюрста за Франца Стефана Лотарингского. (Баварский государственный архив, Мюнхен).

Фюссенский мир (нем. Frieden von Füssen) — заключённый 22 апреля 1745 года в Фюссене мирный договор между курфюршеством Бавария и Австрией, положивший конец состоянию войны между двумя государствами в рамках войны за австрийское наследство.

## Предыстория
После захвата Праги баварскими и французскими войсками 26 ноября 1741 г. во время войны за австрийское наследство курфюрст Баварии Карл Альбрехт был провозглашен королем Богемии. Всего несколько недель спустя, 24 января 1742 года, он был единогласно избран императором Священной Римской империи под именем Карл VII. Но в день его коронации, 12 февраля 1742 года, Бавария была оккупирована австрийскими войсками, а его резиденция в Мюнхене была разграблена венгерскими гусарами. Днем позже Карл записал в своем дневнике:
«Моя коронация состоялась вчера с неслыханной пышностью и ликованием, но в то же время я обнаружил, что меня одолели боли от камней и подагры. Больной, без земли, без денег, я действительно могу сравнить себя с Иовом, мужем скорбей […]»
После перелома в ходе войны и перехода Великобритании на сторону Австрии в 1743 г. баланс сил решительно изменился в пользу последней и её правительницы Марии Терезии. Начало Второй Силезской войны нарушившим сепаратный мир с Австрией прусским королём Фридрихом II в августе 1744 г. принесло Баварии лишь кратковременную передышку, поскольку вскоре австрийские войска одновременно вошли в Силезию и Баварию. Карлу VII едва удалось избежать плена, 20 января 1745 года он умер в Мюнхене, который несколькими днями ранее был отбит баварскими войсками.
Власть перешла к его сыну Максимилиану III . После проигранной битвы при Пфаффенхофене в апреле 1745 года он инициировал мирные переговоры, в результате которых был заключен предварительный мир, подтверждённый далее путем взаимных ратификаций.

## Содержание
Мирный договор состоял из 17 статей, двух отдельных статей и секретного дополнительного пункта.
По этому мирному договору Бавария отказалась от своих претензий и признала Прагматическую санкцию. Австрия, со своей стороны, отказалась от военных репараций, вывела войска из Баварии и задним числом признала императорское достоинство Карла VII. Максимилиан III обещал поддержать избрание мужа Марии Терезии Франца Стефана императором, а также привлечь на свою сторону Пфальцское и Кельнское курфюршества, которыми также правили Виттельсбахи (Карл Теодор и Клеменс Август Баварский).
Договор был подписан 22 апреля 1745 года в Фюссене представителями Баварии и Австрии — князем Фюрстенберга Иозефом Венцелем и имперским князем Рудольфом Йозефом фон Коллоредо.